# Aeronave de fuselagem estreita

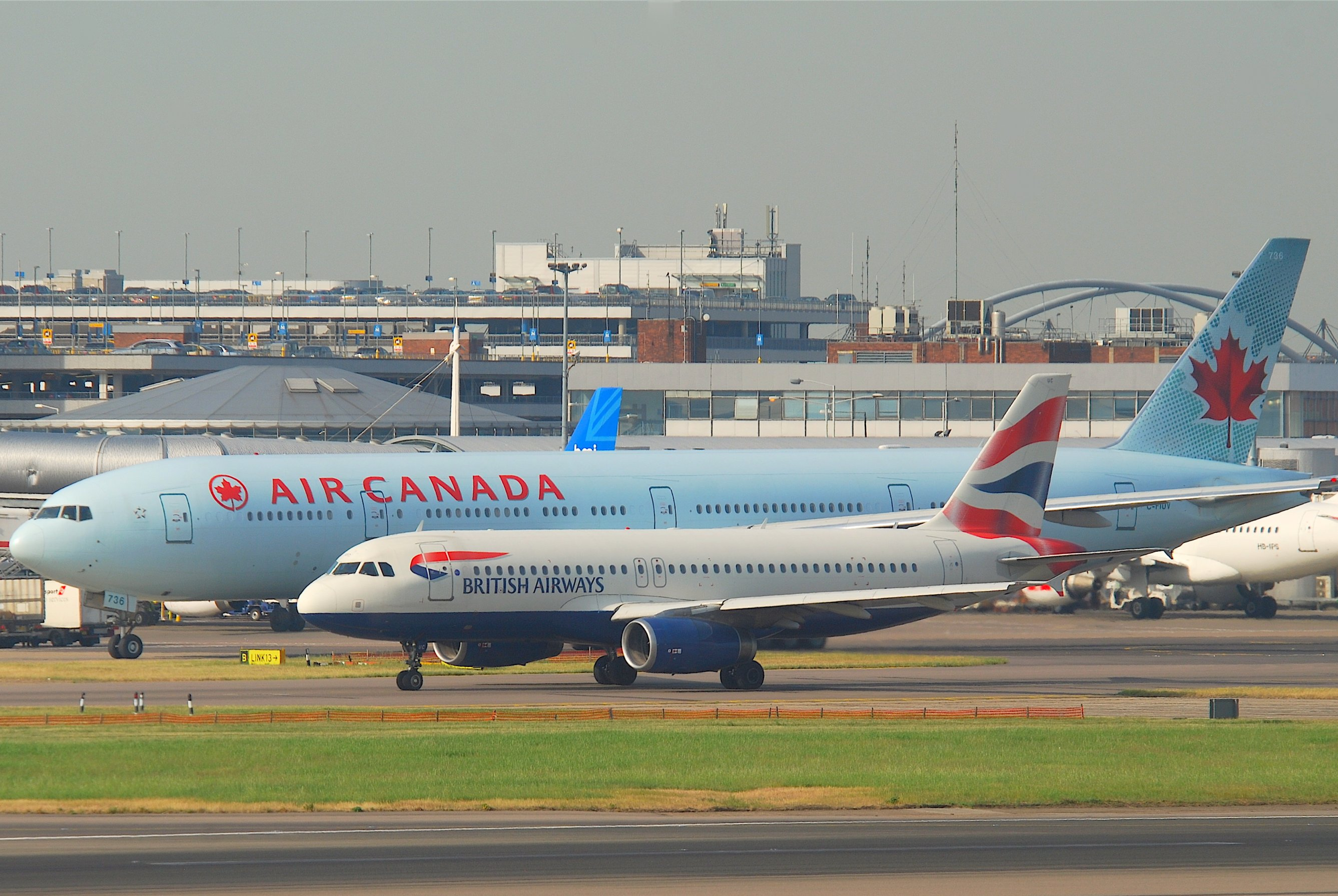
Comparação de uma aeronave de fuselagem estreita (Airbus A320) e uma de fuselagem larga (Boeing 777).

Uma aeronave de fuselagem estreita, também chamada por sua forma em inglês narrow-body aircraft, é um avião cuja cabina tem entre 3 e 4m de diâmetro, com filas normalmente de 2 até 6 lugares, ao longo do aparelho, mas sempre que tiverem um corredor central. Aviões deste tipo costumam ter capacidade média de até 150 lugares. A maior aeronave de fuselagem estreita é o Boeing 757-300 com capacidade de até 295 passageiros.
Aeronaves com filas de 2 assentos costumam ter entre 4 a 20 passageiros, 3 entre 24 e 45, 4 entre 44 e 120, 5 entre 85 e 130 e 6 entre 120 a 230.

## Exemplos de aviõesnarrowbodyregionais e médio-curso
- Airbus A318
- Airbus A319
- Airbus A320
- Airbus A321
- Boeing 717
- Boeing 727
- Boeing 737
- Boeing 757
- McDonnell Douglas DC-9
- McDonnell Douglas MD-80/MD-90
- BAe 146
- Comac C919
- Embraer ERJ-135
- Embraer ERJ-140
- Embraer ERJ-145
- Embraer 170
- Embraer 175
- Embraer 190
- Embraer 195
- Fokker 28
- Fokker 70
- Fokker 100
- Irkut MC-21
- Bombardier CRJ200
- Bombardier CRJ700
- Bombardier CRJ900
- Tupolev Tu-134
- Tupolev Tu-154
- Tupolev Tu-204

## Exemplos de aviõesnarrowbodymédio-curso e longo-curso

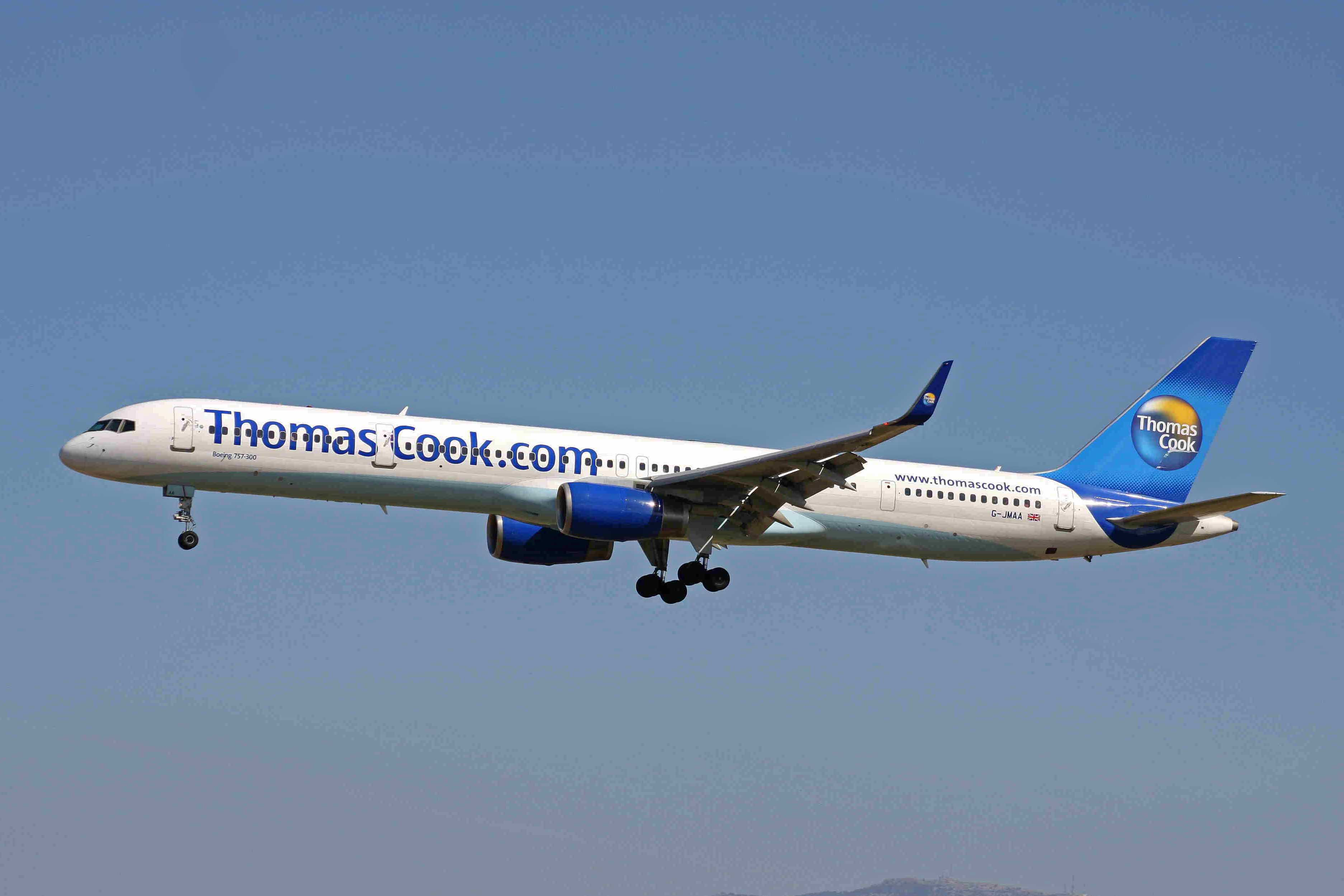
Boeing 757, avião narrowbody de médio curso.

- Concorde
- Boeing 707
- Boeing 757
- Douglas DC-8
- Il-62
- Vickers VC10
- Tupolev Tu-204

## Galeria
- Interior de um Airbus A320, aeronave na configuração 3-3.
- Bombardier CSeries, aeronave na configuração 2-3.
- Interior de um Embraer 190, aeronave na configuração 2-2.
- Interior de um Embraer ERJ 145, aeronave na configuração 1-2.
- Interior de um Beechcraft 1900, aeronave na configuração 1-1.